# 1774
1774 (MDCCLXXIV) là một năm thường bắt đầu vào thứ Bảy của lịch Gregory (hay một năm thường bắt đầu vào thứ Tư, chậm hơn 11 ngày, theo lịch Julius).

## Sự kiện

### Tháng 1
- 21 tháng 1 - Hoàng đế Ottoman là Mustafa III qua đời, em là Abd-ul-Hamid I lên kế vị.

### Tháng 3
- 31 tháng 3 - Nghị viện Anh thông qua Luật cảng Boston, đóng cảng Boston, Massachusetts nhằm trừng phạt vụ Tiệc trà Boston.

### Tháng 4
- 17 tháng 4 - Giáo đoàn Unitarian công khai, nhà thờ phố Essex, đã được thành lập ở London bởi Theophilus Lindsey.

### Tháng 5
- 10 tháng 5 - Louis XVI lên ngôi vua Pháp.

### Tháng 6
- 11 tháng 6 - Người Do Thái ở Algiers chạy trốn khỏi tấn công của quân đội Tây Ban Nha.

### Tháng 9
- Trịnh Sâm phái Hoàng Ngũ Phúc và Bùi Thế Đạt dẫn quân tấn công Đàng Trong.
- Đại hội lục địa lần thứ nhất được tiến hành tại Phi-la-đen-phi-a

### Tháng 10
- Trịnh Sâm đích thân cầm quân đến Nghệ An trở chiếm cho Hoàng Ngũ Phúc